# Oreocnemis phoenix
Pour les articles homonymes, voir Demoiselle.
Oreocnemis
Genre
Espèce
Statut de conservation UICN

 EN  : En danger
Oreocnemis phoenix, unique représentant du genre monotypique Oreocnemis, est une espèce de demoiselles de la famille des Platycnemididae. Endémique du massif Mulanje au Malawi en Afrique, elle est considérée comme espèce en danger critique d'extinction par l'Union internationale pour la conservation de la nature qui l'a classée dans sa liste des 100 espèces les plus menacées au monde en 2012.